# Program Interkosmos

Logo programu Interkosmos.

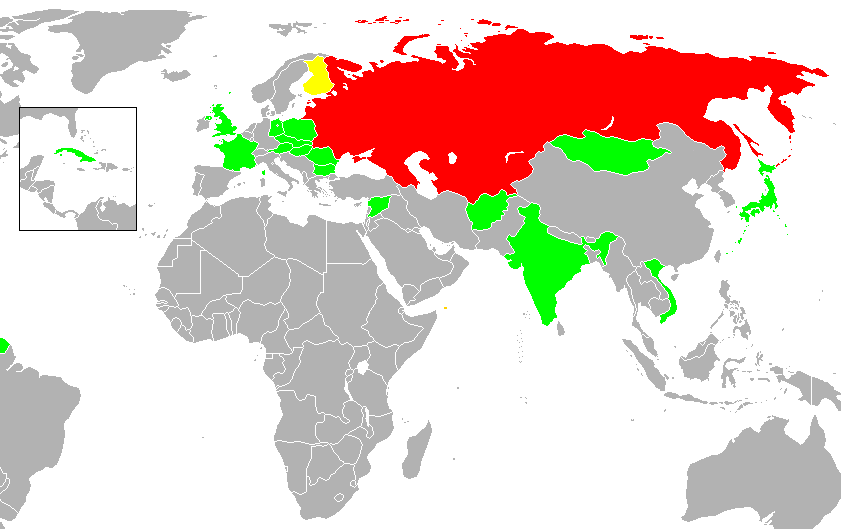
Państwa uczestniczące.

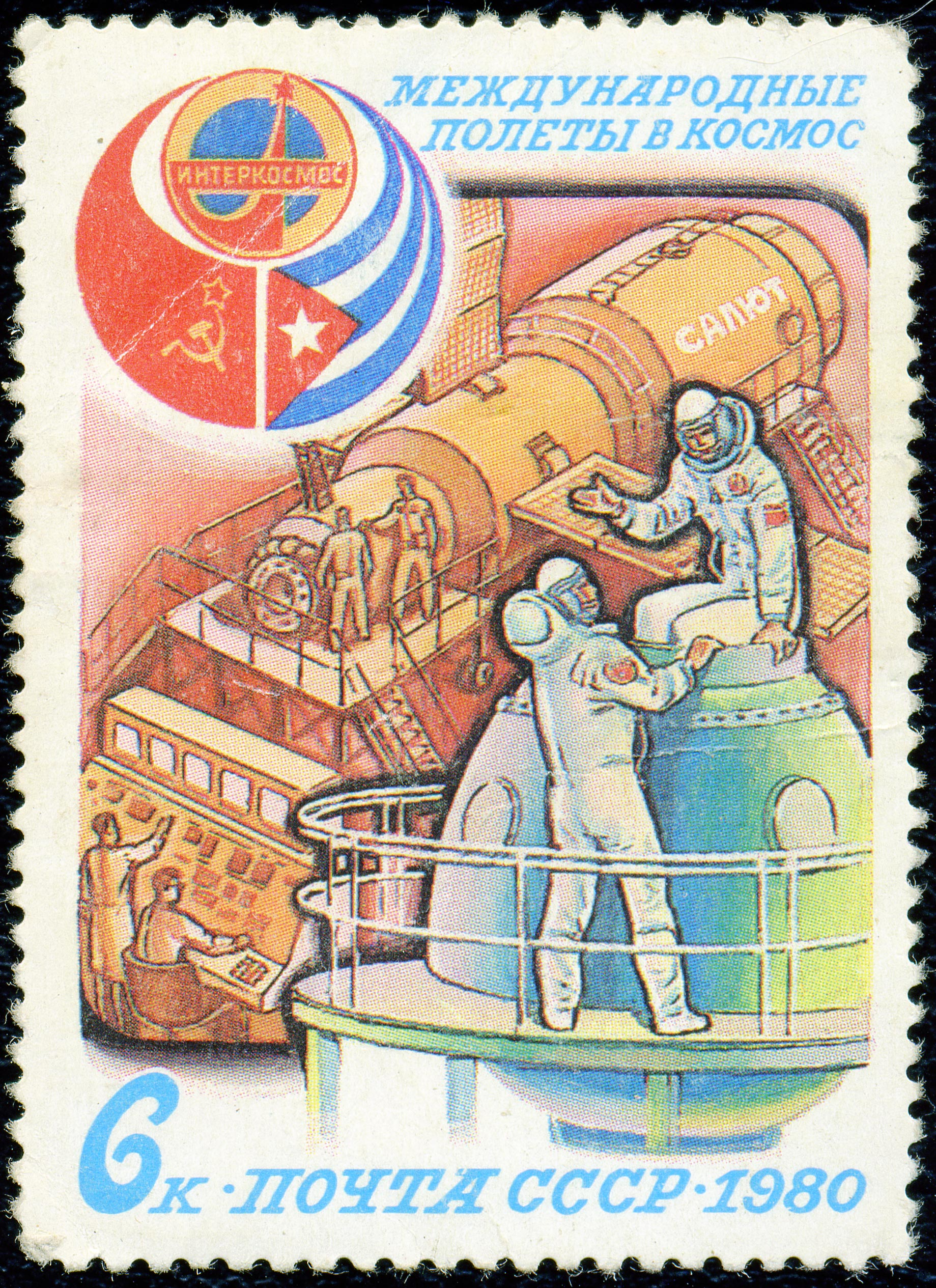
Misja radziecko–kubańska na znaczku pocztowym poczty ZSRR

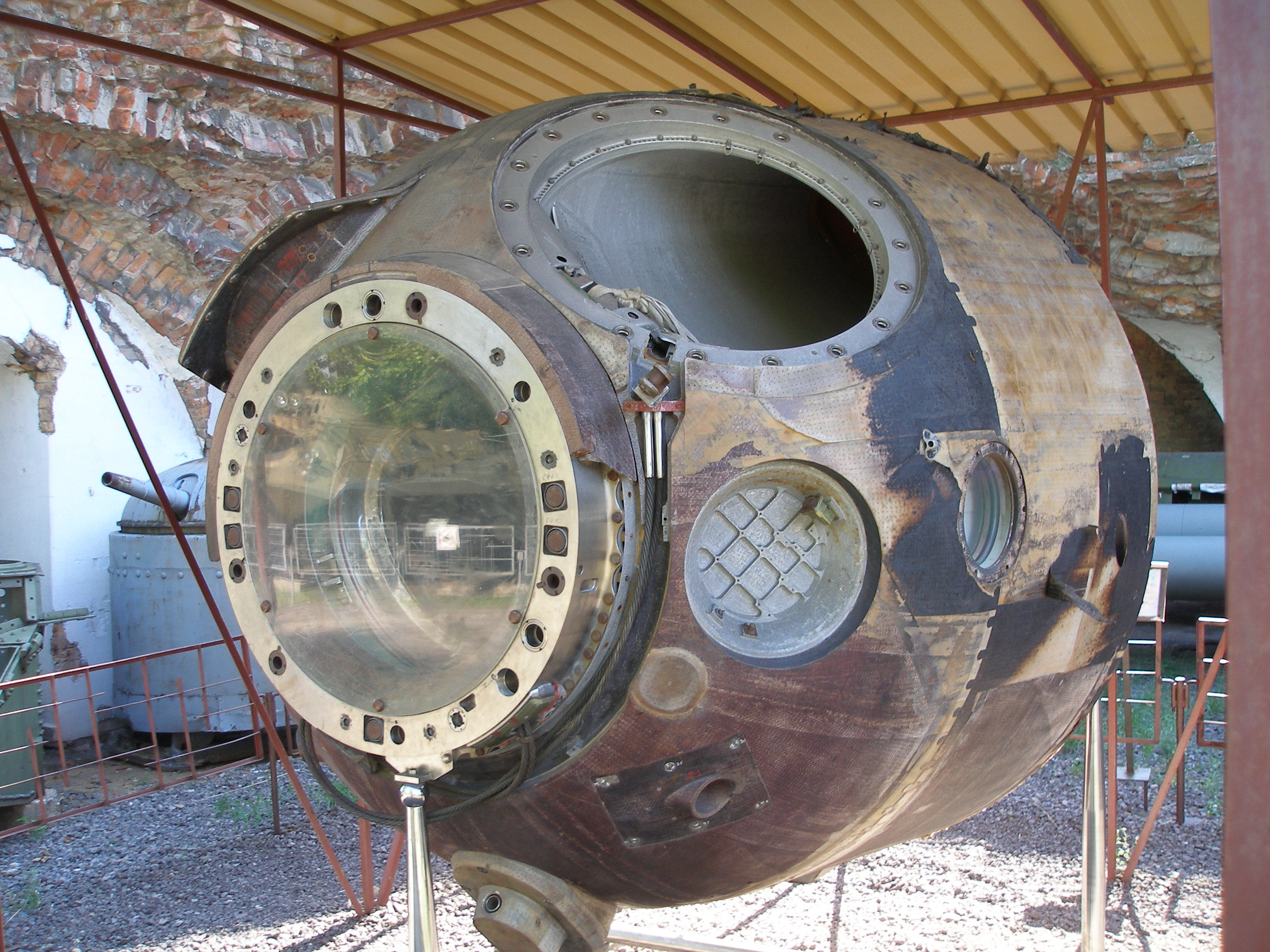
Lądownik Sojuz 30 w Muzeum Polskiej Techniki Wojskowej w Warszawie

Interkosmos (ros. Интеркосмос) – radziecki międzynarodowy program kosmiczny utworzony na przełomie lat 60. i 70. XX wieku.

## Historia
W 1965 roku oraz w dniach 15–20 listopada 1966 roku na zjeździe przedstawicieli krajów socjalistycznych w Moskwie, podjęto decyzję dotyczącą zorganizowania szeroko zakrojonej współpracy w dziedzinie badań i wykorzystania przestrzeni kosmicznej. Program tej współpracy, do której należały Bułgaria, Czechosłowacja, Kuba, Mongolia, NRD, Polska, Rumunia, Węgry i ZSRR, został przyjęty na zjeździe, który odbył się w Moskwie w dniach 5–13 kwietnia 1967 roku. Kraje uczestniczące w programie nie miały wspólnego budżetu. Ustalono, że rakiety nośne dostarczać będzie Związek Radziecki i że startować będą z radzieckich kosmodromów, a uczeni z pozostałych krajów skupią swe wysiłki na budowie aparatury badawczej i satelitów. Dało to możliwość niezwłocznego włączenia się do badań kosmosu. Dla realizacji tego programu w każdym z zainteresowanych krajów powstały specjalne organy. Kierownictwo polskiego Komitetu ds. Badania i Pokojowego Wykorzystania Przestrzeni Kosmicznej przy Prezydium PAN objął astrofizyk profesor Stefan Piotrowski. Początkowo Interkosmos obejmował cztery dziedziny badań: fizykę kosmiczną, meteorologię, łączność oraz biologię i medycynę kosmiczną. Każdą z tych dziedzin zajmowały się odpowiednie zespoły robocze państw członkowskich. Konferencje tych zespołów odbywały się raz w roku, kolejno w poszczególnych państwach członkowskich. Dla usprawnienia działania duże zespoły podzielono na mniejsze, a te z kolei na sekcje, które dodatkowo przeprowadzały zebrania i seminaria. Najwyższym organem koordynującym działalność Interkosmosu była doroczna konferencja przewodniczących komitetów narodowych. W dniu 13 sierpnia 1968 roku kraje biorące udział w programie przesłały na ręce Sekretarza Generalnego ONZ projekt międzynarodowego systemu łącznościowego, o nazwie Intersputnik, przeznaczonego do zaspokajania potrzeb krajów zarówno rozwiniętych, jak i rozwijających się. W 1970 roku podczas spotkania (we Wrocławiu) kierowników narodowych programów kosmicznych przyjęto propozycję by wspólny program nazwać Interkosmosem. Program ten miał na celu umożliwienie partycypacji państwom bloku wschodniego w eksploracji kosmosu. Prawną stronę porozumienia i działania regulowało porozumienie zawarte 13 lipca 1976 roku, a które obowiązywało od 25 marca 1977 roku. Porozumienie zawarte zostało na 10 lat. W 1979 roku porozumienie podpisał przedstawiciel Wietnamu – dziesiąty uczestnik programu Interkosmos. Większość misji była załogowa, aczkolwiek częścią programu były także satelity bezzałogowe, rakiety sondażowe. W ramach programu Interkosmos zbudowano i obsługiwano stację kosmiczną Mir.
W programie Interkosmos brali również udział specjaliści z państw zachodnich między innymi z Francji, USA i Szwecji. W tym przypadku chodziło o przeprowadzenie połączonego eksperymentu, na przykład badań w biosatelicie, czy też sondaży rakietowych atmosfery ziemskiej, albo też o udostępnienie systemów rakietowych i współpracy przy budowie i wyposażeniu sztucznych satelitów, jak miało to miejsce podczas wspólnych radziecko–indyjskich eksperymentów; począwszy od 1975 roku, kiedy radziecki Kosmos wyniósł indyjskiego satelitę Aryabhata–1 i dwa następne w późniejszych latach. Francuska aparatura naukowo-badawcza umieszczona była na radzieckich próbnikach międzyplanetarnych, a nawet na Księżycu (odbłyśnik laserowy pojazdu Łunochod pochodził z Francji).
W pierwszym dziesięcioleciu istnienia programu wyniesiono na orbity 20 satelitów Interkosmos (w latach 1969–1979) i 8 rakiet geofizycznych Wertikal. Ponadto uczestniczono w radzieckich programach narodowych realizowanych m.in. na stacjach kosmicznych typu Salut 6, statkach Sojuz, satelitach Kosmos, Meteor i automatycznych stacjach Prognoz.
W 1976 program Interkosmos wzbogacono o nowe badania. Tym razem pojawiła się teledetekcja. Na statku Sojuz 22 przeprowadzono eksperyment Raduga (tęcza) polegający na fotografowaniu wybranych rejonów Ziemi wielospektralną kamerą, której projekt powstał przy współpracy specjalistów z ZSRR i NRD. Kamerę zbudowały zakłady Carl Zeiss w Jenie. Operacja Raduga prowadzona była nie tylko z orbity okołoziemskiej – równocześnie z pokładu samolotu wykonywano zdjęcia i obserwacje naziemne wybranych rejonów testowych.

## Loty załogowe
| Data             | Zdjęcie | Kosmonauta                 | Kosmonauta rezerwowy         | Kraj           | Misja      | Stacja kosmiczna |
| ---------------- | ------- | -------------------------- | ---------------------------- | -------------- | ---------- | ---------------- |
| 2 marca 1978     |         | Vladimír Remek             | Oldřich Pelčák               | Czechosłowacja | Sojuz 28   | Salut 6          |
| 27 czerwca 1978  |         | Mirosław Hermaszewski      | Zenon Jankowski              | Polska         | Sojuz 30   | Salut 6          |
| 26 sierpnia 1978 |         | Sigmund Jähn               | Eberhard Köllner             | NRD            | Sojuz 31   | Salut 6          |
| 10 kwietnia 1979 |         | Georgi Iwanow              | Aleksandyr Aleksandrow       | Bułgaria       | Sojuz 33   | Salut 6          |
| 26 maja 1980     |         | Bertalan Farkas            | Béla Magyari                 | Węgry          | Sojuz 36   | Salut 6          |
| 23 lipca 1980    |         | Phạm Tuân                  | Bùi Thanh Liêm               | Wietnam        | Sojuz 37   | Salut 6          |
| 18 września 1980 |         | Arnaldo Tamayo Méndez      | José Armando López Falcón    | Kuba           | Sojuz 38   | Salut 6          |
| 23 marca 1981    |         | Dżügderdemidijn Gürragczaa | Majdarżawyn Ganzorig         | Mongolia       | Sojuz 39   | Salut 6          |
| 14 maja 1981     |         | Dumitru Prunariu           | Dumitru Dediu                | Rumunia        | Sojuz 40   | Salut 6          |
| 24 czerwca 1982  |         | Jean-Loup Chrétien         | Patrick Baudry               | Francja        | Sojuz T-6  | Salut 7          |
| 2 kwietnia 1984  |         | Rakesh Sharma              | Ravish Malhotra              | Indie          | Sojuz T-11 | Salut 7          |
| 22 lipca 1987    |         | Muhammad Faris             | Munir Habib Habib            | Syria          | Sojuz TM-3 | Mir              |
| 6 lipca 1988     |         | Aleksandyr Aleksandrow     | Krasimir Stojanow            | Bułgaria       | Sojuz TM-5 | Mir              |
| 29 sierpnia 1988 |         | Abdul Ahad Mohmand         | Mohammed Dauran-Ghulam Masum | Afganistan     | Sojuz TM-6 | Mir              |

## Sztuczne satelity
Pierwszym satelitą wysłanym w ramach współpracy był Kosmos 261, przeznaczony do prowadzenia eksperymentów w dziedzinie badań górnych warstw atmosfery Ziemi i zórz polarnych.
Satelity Interkosmos podzielić można według zastosowania na trzy serie: słoneczna, do których należały satelity Interkosmos 1, 4, 7, 11, 16 i Interkosmos „Kopernik 500”; jonosferyczna – Interkosmos 2, 8, 12, 14 oraz magnetosferyczna Interkosmos 3, 5, 6, 10, 13, 14, 17.
- 14 października 1969 – Interkosmos 1
- 25 grudnia 1969 – Interkosmos 2
- 7 sierpnia 1970 – Interkosmos 3
- 14 października 1970 – Interkosmos 4
- 2 grudnia 1970 – Interkosmos 5
- 7 kwietnia 1972 – Interkosmos 6
- 30 czerwca 1972 – Interkosmos 7
- 30 listopada 1972 – Interkosmos 8
- 19 kwietnia 1973 – Interkosmos 9 (Kopernik)
- 30 października 1973 – Interkosmos 10
- 17 maja 1974 – Interkosmos 11
- 31 października 1974 – Interkosmos 12
- 27 marca 1975 – Interkosmos 13
- 11 grudnia 1975 – Interkosmos 14
- 19 czerwca 1976 – Interkosmos 15
- 27 lipca 1976 – Interkosmos 16
- 24 września 1977 – Interkosmos 17
- 24 października 1978 – Interkosmos 18
- 27 lutego 1979 – Interkosmos 19
- 1 listopada 1979 – Interkosmos 20
- 6 lutego 1981 – Interkosmos 21
- 7 sierpnia 1981 – Interkosmos 22
- 26 kwietnia 1985 – Interkosmos 23
- 28 września 1989 – Interkosmos 24
- 18 grudnia 1991 – Interkosmos 25
- 2 marca 1994 – Interkosmos 26

## Rakiety programu Interkosmos
W programie Interkosmos ważne były badania przeprowadzone przy pomocy rakiet typu Wertikal, osiągających w pionowym locie pułapy od 500 do 1500 km. Uczeni z Polski uczestniczyli w pracach nad zestawami aparatury dla pięciu rakiet. W 1970 roku rozpoczęto wysyłanie rakiet geofizycznych typu Wertikal. Te badania przynosiły dużo materiału naukowego z dziedziny promieniowania Słońca i fizyki atmosfery.
- 28 listopada 1970 – Wertikal-1
- 20 sierpnia 1971 – Wertikal-2
- 2 września 1975 – Wertikal-3
- 14 października 1976 – Wertikal-4
- 30 sierpnia 1977 – Wertikal-5